# Војни поход
Војни поход или кампања (енгл. military campaign) је термин којим се у војној литератури означава одређени период рата, односно скуп више операција стратегијског значаја. Оно обухвата активности као што су стратегијско планирање и стратегијско размишљање.

## Дефиниција
У извођењу кампање ангажују се крупне војне јединице (армије и фронтови), а њени резултати имају не само војни, већ и политички значај, и могу одлучујуће да утичу на исход рата. За обележавање кампање користе се, обично, годишња доба (летња кампања немачке армије 1941, зимска кампања совјетске армије 1942/43) или географски називи (италијанска кампања 1796-97, чешка кампања 1866, пољска кампања 1939).
1. Војна кампања означава време током којег дата војна сила изводи борбена дејства у датој области (често се назива зона операције). Војна кампања може бити изведена од стране једне оружане службе, или као комбинована кампања коју спроводе копнене, поморске, ваздушне, сајбер и свемирске снаге.
2. Сврха војне кампање је постизање одређеног жељеног решења војног сукоба као њеног стратешког циља. Ово је ограничено ресурсима, географијом и/или годишњим добима. Кампања се мери у односу на технологију коју су зараћене стране користиле за постизање циљева, и док се у прединдустријској Европи подразумевало да је између садње (касно пролеће) и жетве (касна јесен), то је скраћено током постиндустријског периода на неколико недеља. Међутим, због природе циљева кампање, обично кампање трају неколико месеци или до годину дана како је дефинисао Тревор Н. Дупај.
„Кампања је фаза рата која укључује низ операција повезаних у времену и простору и усмерених ка једном, специфичном, стратешком циљу или резултату у рату. Кампања може укључивати једну битку, али чешће укључује неколико битака у дужем временском периоду или на значајној удаљености, али унутар једног театра операција или ограниченог подручја. Кампања може трајати само неколико недеља, али обично траје неколико месеци или чак годину дана".

## Спровођење
Project management#Scope
- Планирање – Генералштаб дефинише циљеве, време, обим и цену кампање
- Извођење – координација снага и средстава у логистичким и борбеним дејствима
- Контролисање – праћење напретка кампање у поређењу са њеним основним планом
- Закључак – прихватање или одбијање исхода кампање од стране руководеће командне структуре

## Зимска сезона
У предмодерним временима, кампање су обично прекидане током зимске сезоне, током које су се војници повлачили у зимовнике (или 'кантуне') како би пребродили најхладније месеце са топлитом и заштитом. На пример, стари Римљани су имали лако покретне castra aestiva („летње одаје“, са кожним шаторима), али више стационарне castra hibera („зимовнике“, са дрвеним баракама). Међутим, по повољном времену и са одговарајућом опремом и залихама, војне кампање су се могле продужити са 'сезонске кампање' на зиму у покушају да се непријатељ ухвати неспремно. На пример, у Фландријској кампањи, француски генерал Жан-Шарл Пичегру неочекивано је прешао залеђене Велике реке током оштре зиме 1794–1795 и освојио Холандску Републику. Међутим лоше припремљене зимске кампање често су имале катастрофалне последице због високе смртности међу војницима; најозлоглашенији пример овога је Француска инвазија Русије од стране Наполеона (24. јун – 14. децембар 1812). Стога су команданти армија настојали да узму у обзир потребу да своје трупе врате у њихове зимовнике, или да оснују нове зимовнике на безбедном месту, дуго пре него што наступи зима, како не би оставили своје војнике рањивим пред непријатељом или услед елемената.

## Евалуација
Успешност војне кампање оцењује се на основу степена остварења планираних циљева и задатака кроз борбена и неборбена дејства. То се утврђује када једна од зараћених војних снага порази противничку војну силу у оквиру ограничења планираних ресурса, времена и трошкова. Начин на који снаге прекидају своје операције често утиче на перцепцију јавности о успеху кампање. Кампања се може завршити освајањем, након чега следи прелазак војне власти на цивилну власт и прераспоређивање снага, или трајно постављање војне власти у окупираној области.